# 須賀神社 (京都市)
須賀神社・交通神社（すがじんじゃ・こうつうじんじゃ）は、京都市左京区聖護院円頓美町にある神社。

## 歴史

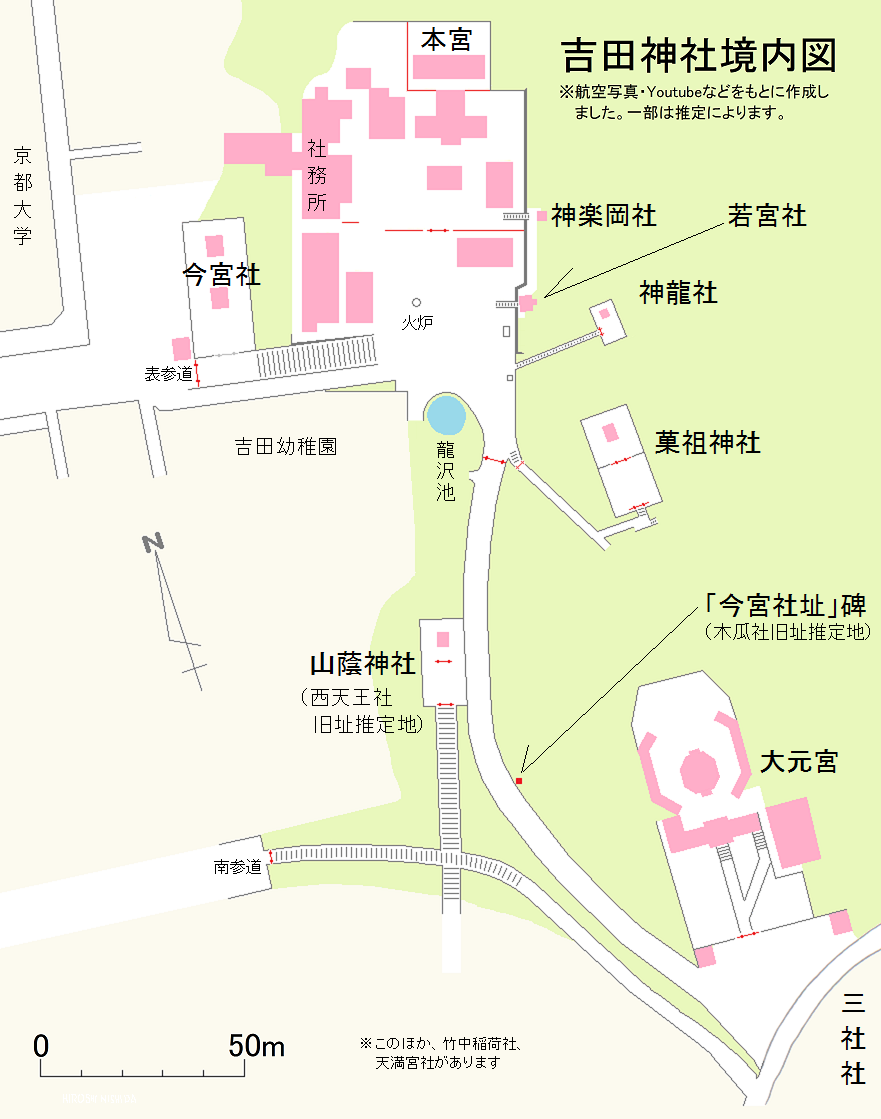
京都市左京区吉田神楽岡町吉田神社境内図

平安時代末の康治元年（1142年）美福門院の建てた歓喜光院の鎮守社として創祀されたもので、祭神は素戔嗚尊、櫛稲田比売命を主神に、久那斗神、八衢比古神、八衢比売神を加え、五柱を祀っていた。
もとの社地は平安神宮蒼竜楼の東北にある西天王塚辺りで、当社は岡崎の東天王社と相対して古くは西天王社と呼ばれた。その後、吉田神楽岡（現在の京都市左京区吉田神楽岡町、山蔭神社辺り、地図参照）に転じ、現在の地に移ったのは1924年（大正13年）の事である。
1964年（昭和39年）に久那斗神、八衢比古神、八衢比売神を分祀し、この三柱を主祭神として日本で唯一の交通神社を創建する。
2005年（平成17年）には本殿と拝殿を焼失するが、すぐに復興する。その際、同一の本殿ながら内部の左側を須賀神社、右側を交通神社とする作りとした。
聖護院一帯の産土神とされ、縁結び、厄除け、交通安全の神として崇敬厚く、節分祭には参詣者で賑わう。近世に編纂された「拾遺都名所図会」によると、祭神は牛頭天王、例祭は6月16日である。なお宝暦8年（1758年）、筑前国福岡城三の丸に勧請された西天王社は、「西天皇社」とも表記される。

## 祭神
- 須賀神社祭神 - 素戔嗚尊、櫛稲田比売命
- 交通神社祭神 - 久那斗神、八衢比古神、八衢比売神

## 境内
- 本殿（左殿：須賀神社、右殿：交通神社）
- 白龍大明神・稲荷大明神
- 社務所